# Амбарис, Георгиос
Гео́ргиос Амба́рис (греч. Γιώργος Αμπάρης; 23 апреля 1982, Науса, Греция) — греческий футболист, вратарь клуба «Ираклис».
Выступал ранее в командах «Ираклис» и «Астерас», клубах чемпионата Греции. В составе олимпийской сборной Греции выступал на Олимпийских играх 2004 в Афинах.